# Göran Danielsson Hjertstedt
Lars Gunnar Göran Danielsson Hjertstedt, född 15 januari 1957, är en svensk artist och kompositör. 

## Karriär
Hjertstedt debuterade 1976 med albumet Ensam i stan. Några år senare var han sångare i gruppen Bogart som släppte ett album i början av 1980-talet. 
Hjertstedt har under åren skrivit låtar åt bland andra Nanne Grönvall, Lisa Nilsson, Frank Derevault och Jill Johnson som fick en framgång med låten "Jag har havet ett stenkast från mig" med text av Kenneth Gärdestad. 

### Visitors
Mest känd är Hjertstedt dock som sångare/kompositör i duon Visitors med Svante Persson som medkompositör och Roy Colegate som textförfattare. Projektet var ett samarbete med skivbolaget Virgin och förlaget EMI. Gruppen hade en rad radio- och listframgångar i slutet av 80- och början av 1990-talet. Debutalbumet Attention kom 1986 med uppmärksammade låtar som All of your attention och Never so blue. Den sistnämnda fick framgång i Europa efter ett TV-framträdande i Frankfurt 1987. Den fanns även med i filmen PS Sista sommaren.
Album nummer två med den passande titeln Two utgjorde ytterligare ett steg framåt i karriären, framför allt med låten Nothing to write home about vars musikvideo spelades länge på MTV. Bland övriga titlar återfinns One track heart som klättrade högt på topplistorna och albumet belönades med en Grammis för Bästa Popgrupproduktion 1990.
Gruppens tredje album This time the good guys gonna win innehöll bland annat låtar som Jazz och I don't want to spend another night on my own. 1989 deltog Visitors i Melodifestivalen och framförde duetten "Världen är vår" med Sofia Källgren.

### Brains Beat Beauty
1997 lärde Hjertstedt känna Europe-batteristen Ian Haugland och tillsammans bildade de gruppen Brains Beat Beauty med bland andra Mic Michaeli och Robert Wells som gästmusiker. Brains Beat Beauty gav ut albumet First came Moses, now this som släpptes i Japan året därpå. Singeln "Where broken hearted people go" nådde plats 16 på Tokyo 100 efter ett par veckor. 

### The Longplayer Orchestra
År 2008 inledde Hjertstedt och gitarristen Ulf Holmberg samarbetsprojektet Longplayer. The Longplayer Orchestra släppte sitt debutalbum i januari 2011 och gav sin första livekonsert på The Cavern Club i Liverpool 2011. Gruppens liveuppsättning består av ett tiomannaband som inkluderar en stråkensemble. År 2013 kom uppföljaren till The Longplayer Orchestras första album, How’s Life On Earth?
The Longplayer Orchestra har även komponerat Cool Cat Walk som finns med på Larz-Kristerz album Små Ord Av Guld från 2010. Albumet gick direkt in på första plats på topplistan. Under större delen av 2011 arbetade The Longplayer Orchestra med Lalla Hansson som resulterade i albumet Om jag var Zorn. 
Under våren 2012 släppte Lasse Stefanz ett nytt album, Rocky Mountains, där singellåten Sara Solsken är skriven av Göran Danielsson Hjertstedt.

## Författare
Göran Danielsson Hjertstedt debuterade som författare den 24 november 2011 med kriminalromanen Bagarbograven som utspelar sig i Skokloster, största delen vid Skoklosters slott men framför allt Skokloster kyrka.  